# Palpigera borellii
Palpigera borellii är en insektsart som först beskrevs av Giglio-tos 1897.  Palpigera borellii ingår i släktet Palpigera och familjen syrsor. Inga underarter finns listade i Catalogue of Life.